# Ноздрин, Валерий Анатольевич
Валерий Анатольевич Ноздрин (род. 13 августа 1971, Орёл) — российский тренер, ранее выступавший как футболист на позиции защитника.

## Биография
Воспитанник юношеской команды орловского «Спартака». Дебютировал в Чемпионате СССР в 1988 году. В 1992—1993 два сезона играл в Высшей лиге Молдавии за «Олимпию» Бельцы. В 1993 году вернулся в «Орёл». В 1999 году перешёл в брянское «Динамо». Один сезон провёл за «Металлург-Метизник» Магнитогорск, три сезона за «Рязань-Агрокомплект». Затем играл за «Рязанскую ГРЭС» из Новомичуринска. В 2007 году вернулся в родную команду.
По окончании карьеры — преподаватель ДЮСШ № 3 г. Орёл. С 2011 года тренировал дублирующий состав «Орла».
С 2012 года тренирует команду «ОрелГУ». С 2013 года команда принимает участие в Национальной студенческой футбольной лиге. В 2017 году команда принимала участие в первенстве СФФ «Центр» в рамках III дивизиона (ЛФК).
С 2018 по 2023 год был главным тренером любительского ФК «Орёл». С 2024 года — тренер дубля клуба.